# Ringkanal (Hamburg)

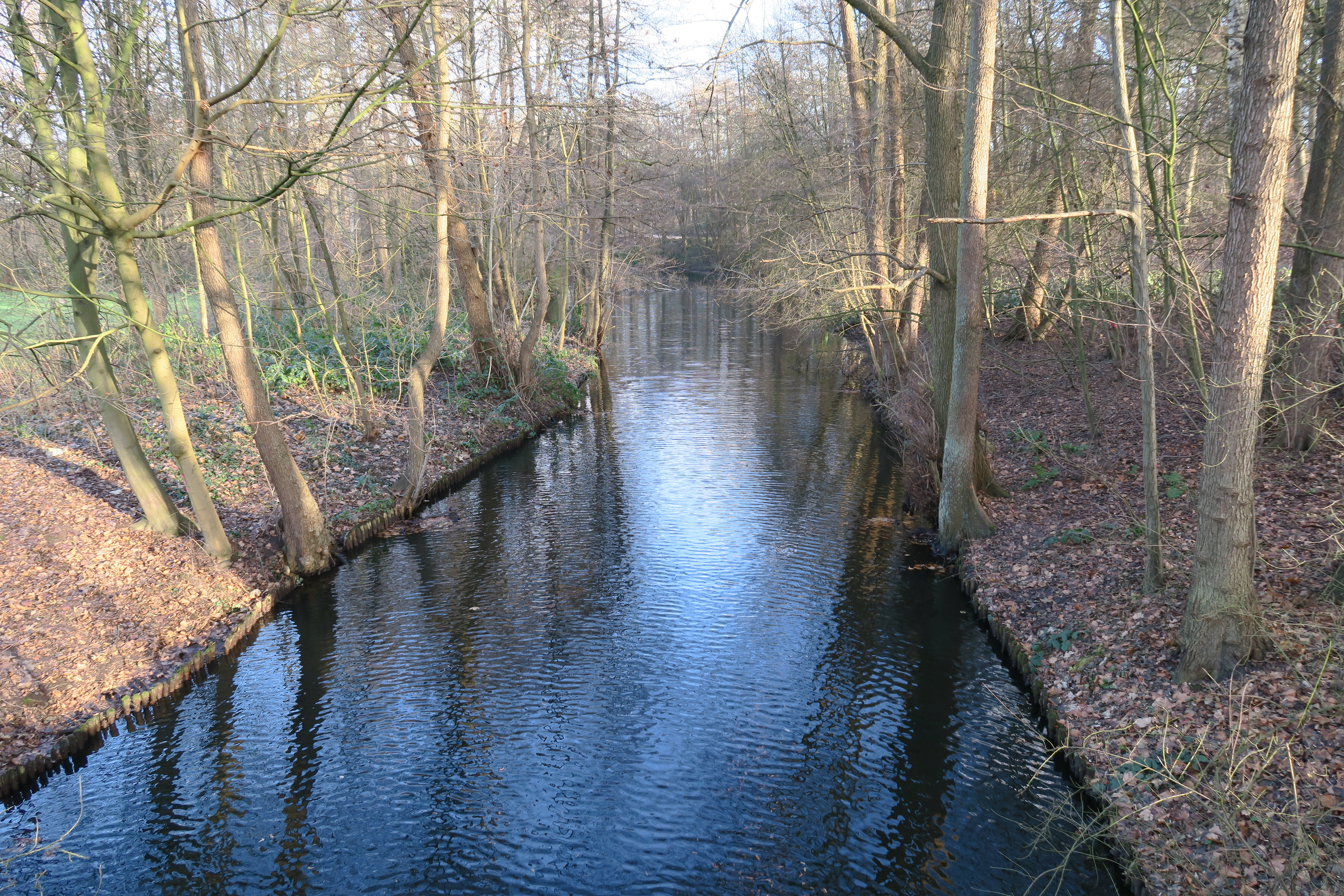
Blick von der Fußgängerbrücke auf den Ringkanal

Der Ringkanal und der begradigte Alsterlauf (türkis) auf einer Karte von 1895 mit dem ursprünglichen Alsterlauf (hellblau)

Der Ringkanal in Hamburg-Ohlsdorf ist ein Altarm der Alster. Er ist 270 Meter lang und im oberen Teil bis zu 30 Meter, im unteren Teil 10 Meter breit. Eine etwa 1800 Quadratmeter große baumbestandene Insel liegt im Gewässer.
Der ehemalige Verlauf der Alster wurde 1913 bis etwa 1918 von Ohlsdorf bis Winterhude begradigt. Dabei blieb auf der Westseite des damals neugebauten Bahnhofs Ohlsdorf ein am oberen Ende abgetrennter Teil des alten Verlaufs zurück. Eine Fußgängerbrücke überspannt das untere Ende.
Der Ringkanal ist ein Gewässer erster Ordnung. Eine Absperrung an der Einmündung in die Alster verhindert eine Befahrung durch Kanus.

## Nachweise
1. ↑  Geoportal Hamburg, abgerufen am 7. November 2019
2. ↑  Sven Bardua: Schleuse Fuhlsbüttel vom Abriss bedroht! (PDF; 5,4 MB) In: bredelgesellschaft.de. Willi-Bredel-Gesellschaft Geschichtswerkstatt e. V., 2010, abgerufen am 17. Juli 2025.
3. ↑  Hamburgisches Wassergesetz (HWaG) in der Fassung vom 29. März 2005, abgerufen am 7. November 2019

Koordinaten: 53° 37′ 12″ N, 10° 1′ 45″ O